# 疑问惊叹号
疑問驚嘆號（英語：Interrobang）表示既疑又驚的情感，混合了驚嘆號和問號，通常以「?!(⁈)」或「!?(⁉)」表示，亦有用「‽」等單一的符號來表示。(??! or !!?)

## 顯示
其Unicode值為8253，在HTML文件中可以用&#8253;或&#x203D;顯示，但是部分網頁瀏覽器並不支持。
以下的表格可以用來檢查你的瀏覽器對它的支持度：
| 圖像 |   | Fixed | Palatino Linotype | Calibri | Arial Unicode MS | Code2000 | Unicode |
| ---- | - | ----- | ----------------- | ------- | ---------------- | -------- | ------- |
|      | ‽ | ‽     | ‽                 | ‽       | ‽                | ‽        | ‽       |

## 用法
在一般排版中，由於沒有‽符號，所以會用「?!」或是「!?」。
並非漢語正式標點符號，平時書寫不受限制，不能在重要文書中使用。如果該句子既疑又驚，就應視乎其疑問和感歎成份的多少決來採用感歎號和問號。有时也会采用多个问号和感叹号并列出现的方法，但一般问号在前。
简体中文中的正式用法为「 ？！」，当句子包含疑问、感叹两种语气且都比较强烈时（如带有强烈感情的反问句和带有惊愕语气的疑问句），可在问号后再加叹号（问号、叹号各一）。
在漫畫和廣告中，疑問驚嘆號的使用非常普遍。除此之外，在國際象棋的棋步記述中有使用「!?」表示有趣而又未必最好的一步，「?!」表示難以決定優劣的一著。

## 歷史
1962年，美國人Martin K. Speckter覺得若廣告設計者令宣傳句子結尾只有一個符號會比使用兩個更好看。他將這個想法寫入雜誌《TYPEtalks》的文章內。Speckter亦邀請人們為新的符號命名，其中的建議包括「rhet」、「exclarotive」和「exclamaquest」等，但他最後選擇了拉丁語的疑問「interrogatio」和印刷商對感歎的行話「bang」混合而成的「interrobang」。
這個符號的平面設計亦在該文中徵求。
1966年，American Type Founders發表了Americana印制面，其中有疑問驚歎號。1968年，疑問驚歎號在某些Remington打字機出現。1970年代，有疑問驚歎號的鍵可供購買，可以作替換Smith-Corona打字機的鍵。1960年代，隨疑問驚歎號的流行，interrobang出現了在某些辭典，並受雜誌、報紙的文章論及。
疑問驚歎號失敗於它只成一時風尚，從未加入正式的標點符號；很多字型沒有包含它。可是它沒有消失：Microsoft將疑問驚歎號納入Wingdings 2的字元中；其後它又被Unicode接納。
顛倒的問號和感歎號的混合體能用於西班牙語的開首字母，稱為gnaborretni，意即interrobang的反轉。